# Liste der Monuments historiques in Ramousies
Die Liste der Monuments historiques in Ramousies führt die Monuments historiques in der französischen Gemeinde Ramousies auf.

## Liste der Bauwerke
| Bezeichnung                         | Beschreibung | Standort               | Kennzeichnung | Schutzstatus | Datum | Bild |
| ----------------------------------- | ------------ | ---------------------- | ------------- | ------------ | ----- | ---- |
| Bildstock Notre-Dame-de-Bon-Secours |              | Rue de l’Église (Lage) | PA00107781    | Inscrit      | 1951  |      |
| Ferme de Rempsies                   | Bauernhof    | (Lage)                 | PA00107782    | Inscrit      | 1951  |      |